# Les Deux Aveugles (film)
Les Deux Aveugles byl francouzský němý film z roku 1900. Režisérem byl Georges Méliès (1861–1938). Film je v současné době považován za ztracený. Dochovala se však jedna scéna, kde Méliès stojící druhý zprava hraje jednu z postav.
Není známo, jestli měl film nějakou souvislost se stejnojmennou operetou Dva slepci.